# Кондарша
Кондарша — река в России, протекает в Ичалковском районе Республики Мордовия. Устье реки находится в 13 км по правому берегу реки Инсар. Длина реки составляет 18 км, площадь водосборного бассейна 54,7 км².
Река начинается на западной окраине Резоватовского леса в 18 км к юго-востоку от райцентра, села Ичалки. Река течёт на северо-запад, затем на запад. В среднем течении на правом берегу реки посёлок Троицкий и деревня Апухтино. Почти всё течение проходит по безлесой местности. Впадает в Инсар напротив села Баево.

## Данные водного реестра
По данным государственного водного реестра России относится к Верхневолжскому бассейновому округу, водохозяйственный участок реки — Алатырь от истока и до устья, речной подбассейн реки — Сура. Речной бассейн реки — (Верхняя) Волга до Куйбышевского водохранилища (без бассейна Оки).
По данным геоинформационной системы водохозяйственного районирования территории РФ, подготовленной Федеральным агентством водных ресурсов:
- Код водного объекта в государственном водном реестре — 08010500212110000038598
- Код по гидрологической изученности (ГИ) — 110003859
- Код бассейна — 08.01.05.002
- Номер тома по ГИ — 10
- Выпуск по ГИ — 0